# Вниз по витій
«Вниз по витій» (англ. Down Twisted) — американський бойовик 1987 року.

## У ролях
- Кері Лоуелл — Максін
- Чарльз Роккет — Рено
- Труді Дохтерман — Мішель
- Том Метьюз — Дамалас
- Норберт Вайссер — Альсандро Дельтоід
- Лінда Керрідж — Сомс
- Ніколас Гест  — Бреді
- Галін Горг — Блейк
- Кортні Кокс — Тара
- Бембі Джордан — Сьюзі
- Кен Райт — містер Вікс
- Алек Маркам — капітан
- Едуардо Кассаб — Сарженто
- Крістабель Віглі — Теоня
- Тім Холленд — Міккі
- Паула Ніколс — Шейн
- Шейн Фарріс — Електра
- Ерік Бартщ — перший клієнт
- Тоні Кінайтц — другий клієнт
- Дебора Чешер — офіціантка
- Ана Де Саде — власник кафе
- Алехандро Тамайо — Funeral Director
- Люсі Рейна — Анна
- Магда Панос — екскурсовод
- Спайк Сільвер — Фарнсворт
- Дон Майкл Пол — механік літака